# Lempty
Lempty is een gemeente in het Franse departement Puy-de-Dôme (regio Auvergne-Rhône-Alpes) en telt 300 inwoners (2004). De plaats maakt deel uit van het arrondissement Thiers.

## Geografie
De oppervlakte van Lempty bedraagt 4,8 km², de bevolkingsdichtheid is 62,5 inwoners per km².
De onderstaande kaart toont de ligging van Lempty met de belangrijkste infrastructuur en aangrenzende gemeenten.

## Demografie
Onderstaande figuur toont het verloop van het inwonertal (bron: INSEE-tellingen).